# Matthias Casse
Matthias Casse (Mortsel, 19 febbraio 1997) è un judoka belga, iridato ai mondiali di Budapest 2021 nel torneo degli 81 chilogrammi.

## Palmarès
- Giochi olimpici

Tokyo 2020: bronzo nella categoria 81 kg.
- Mondiali

Tokyo 2019: argento negli 81 kg.
Budapest 2021: oro negli 81 kg.
Tashkent 2022: argento negli 81 kg.
Doha 2023: argento negli 81 kg.
- Europei

Praga 2020: bronzo negli 81 kg.
Lisbona 2021: argento negli 81 kg.
Sofia 2022: argento negli 81 kg.
Podgorica 2025: bronzo negli 81 kg.
- Giochi europei

Minsk 2019: oro negli 81 kg.
- Mondiali juniores

Zagabria 2017: oro negli 81 kg.

### Vittorie nel circuito IJF
| Data             | Località | Paese   | Categoria     |
| ---------------- | -------- | ------- | ------------- |
| 13 dicembre 2019 | Tsingtao | Cina    | World Masters |
| 9 febbraio 2020  | Parigi   | Francia | Grand Slam    |